# GRAIN
GRAIN és una petita Organització sense ànim de lucre que treballa per donar suport als petits grangers i moviments socials en les seves lluites a favor dels sistemes alimentaris basats en la biodiversitat i controlats comunitàriament.
El treball de GRAIN es remunta a principis de la dècada de 1980, quan una sèrie d'activistes d'arreu del món van començar a cridar l'atenció sobre la dramàtica pèrdua de la diversitat genètica a les granges, pedra angular de l'oferta mundial d'aliments.
GRAIN va començar a fer treball d'investigació, defensa i lobby sota els auspicis d'una coalició d'organitzacions de desenvolupament majoritàriament europees. Aquest treball aviat es va expandir a un programa més ampli i de xarxa que necessitava la seva pròpia organització. Així en 1990 es va fundar legalment GRAIN com una fundació sense ànim de lucre independent amb seu a Barcelona.
A mitjans dels 1990 GRAIN va arribar a un punt d'inflexió important. Es van adonar que els calia connectar més amb les alternatives reals que s'estaven desenvolupant al Sud. Arreu del món, i en l'àmbit local, molts grups havien començat el rescat de llavors locals, els coneixements tradicionals i la construcció i defensa dels sistemes alimentaris basats en la biodiversitat sostenibles sota el control de les comunitats locals, mentre giraven l'esquena a les solucions dutes a terme en laboratoris que només donaven més problemes als agricultors.
En un canvi organitzacional radical, GRAIN es va embarcar en un procés de descentralització que els posés en contacte més estret amb les realitats sobre el terreny al Sud, i en col·laboració directa amb els socis que treballaven en aquest nivell. GRAIN ara té quatre empleats amb mandat regional a Xile, Mèxic, Argentina i Benín tres caps actius internacionalment a Barcelona, París i Mont-real. En 2011 li fou atorgat el Premi a la Manutenció Ben Guanyada pels seus esforços contra l'acaparament de terres.